# Mangfallbrücke
Die Mangfallbrücke ist Teil der Bundesautobahn 8 und überspannt in Oberbayern zwischen München und Rosenheim nördlich von Weyarn das Mangfalltal. Die 288 m lange Talbrücke liegt zwischen den Autobahnanschlussstellen Holzkirchen und Weyarn. Sie wurde erstmals im Januar 1936 dem Verkehr übergeben und war damit eine der ersten Großbrücken der Reichsautobahnen.

## Brückenbauwerke

### Brücke von 1935

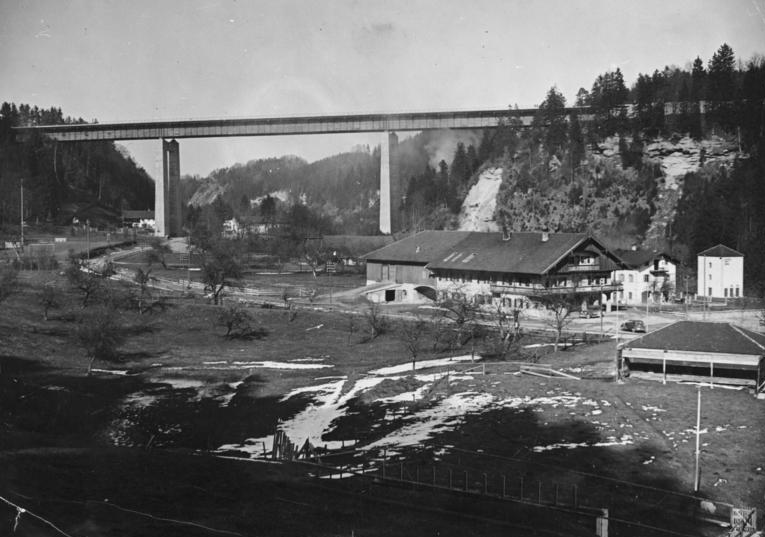
Mangfallbrücke 1936

Im März 1934 begannen im Rahmen des Baus der Reichsautobahn München–Salzburg die Bauarbeiten an der Mangfallbrücke. Die Montage des Überbaus der Großbrücke wurde ausführlich von der NS-Propaganda begleitet. Auch eine Briefmarke der Serie moderne Bauten der Deutschen Reichspost für das Winterhilfswerk hatte 1936 die Brücke als Motiv.
Die vom MAN-Werk Gustavsburg (Mainz) unter formaler Beratung ihres Architekten Wilhelm Haerter entworfene und ausgeführte Stahlkonstruktion, eine dreifeldrige Balkenbrücke, wählte Adolf Hitler aus mehreren Entwürfen aus. Am 24. November wurde das Richtfest der Pfeiler gefeiert. Am 6. Januar 1936, fünf Tage vor Verkehrsübergabe des Streckenabschnittes Holzkirchen–Weyarn, befuhr Hitler als Erster das Bauwerk, das vier Fahrstreifen aufwies.
Der einteilige Überbau der 288 m langen Brücke war statisch als Durchlaufträger konstruiert, die Stützweiten betrugen in den Randfeldern 90,0 m, das Innenfeld spannte 108,0 m weit. Die Haupttragkonstruktion bestand aus zwei parallelgurtigen stählernen Vollwandträgern mit einer Konstruktionshöhe von 5,6 m bei einem Achsabstand von 12,5 m. Die Lasten der 21,5 m breiten Stahlbeton-Fahrbahn wurden über Sekundärlängsträger und Querträger in die Hauptträger abgetragen.
Die beiden Brückenpfeiler aus Stahlbeton haben eine Höhe von rund 47 m und bestehen aus zwei Stielen, die am Kopf mit einem 4,0 m hohen Riegel verbunden sind. Die Stiele besitzen Hohlquerschnitte mit Außenabmessungen in Brückenquerrichtung von 5,0 m am Pfeilerkopf und 6,0 m am Fundament. Gegründet sind die Pfeiler mit ungefähr 10 m hohen Fundamenten auf dem anstehenden Fels.
Die Brücke wurde am 1. Mai 1945 von Angehörigen der Waffen-SS angesichts der heranrückenden US-amerikanischen Truppen gesprengt. Dabei wurden der Überbau und der westliche Pfeiler zerstört, der östliche Pfeiler stark beschädigt.

### Brücke von 1948
Der zerstörte Pfeiler wurde 1946 wieder aufgebaut. Als Behelfsüberbau wurde eine SKR-Behelfsbrücke (standardisierte Stahl-Fachwerkbrücke Bauart Schaper-Krupp-Reichsbahn) montiert, die für zwei Fahrstreifen ausgelegt war. Vor Baubeginn des endgültigen Brückenüberbaus wurde dieser 1958 querverschoben. Dazu waren auf der südlichen Brückenseite paarweise runde Hilfspfeiler aus Stahlbeton mit einem Hohlquerschnitt und 3,0 m Außendurchmesser errichtet worden. Nach Fertigstellung des neuen Bauwerks erfolgte der Abbau der SKR-Behelfsbrücke und das Sprengen der Hilfspfeiler.
Die Behelfsbrücke bestand in Längsrichtung aus drei stählernen Fachwerkträgern mit 6,0 m Konstruktionshöhe und 4,6 m Achsabstand. Die darauf liegende Betonfahrbahnplatte hatte eine Breite von 11,5 m.

### Brücke von 1959

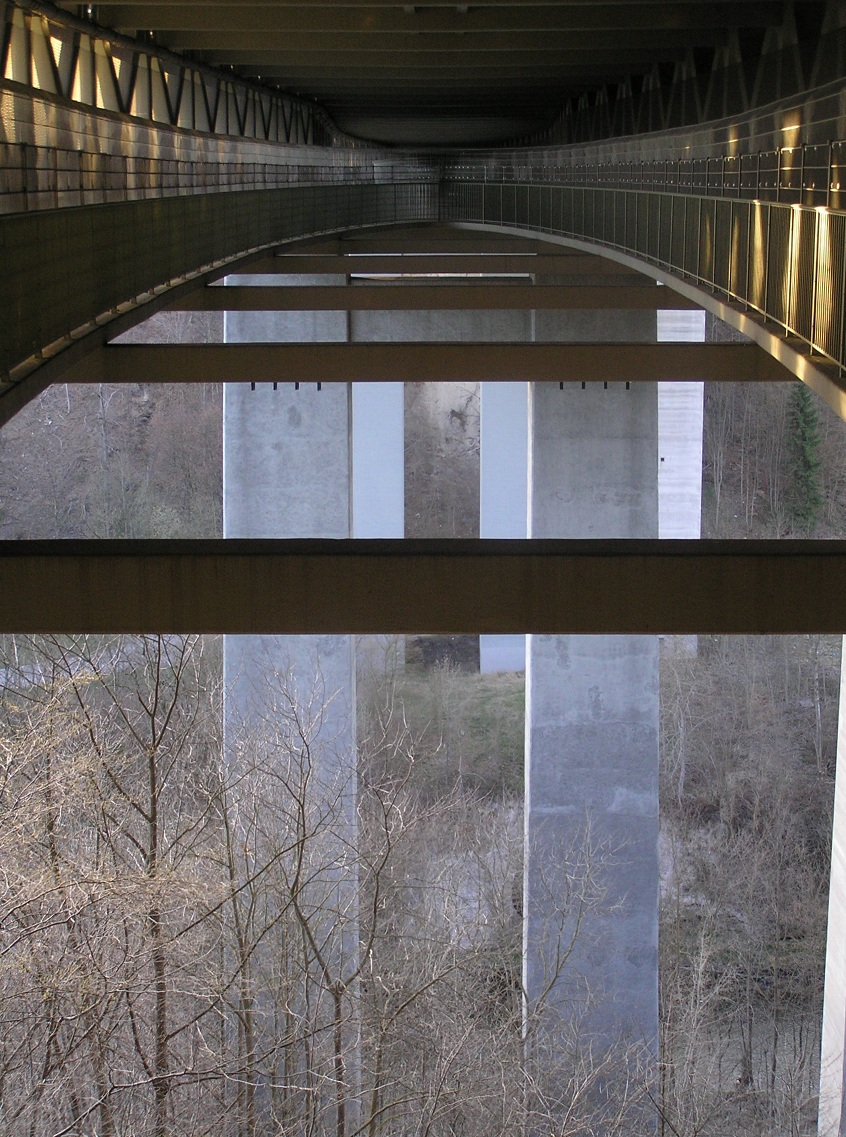
Blick nach unten aus dem Brückenträger

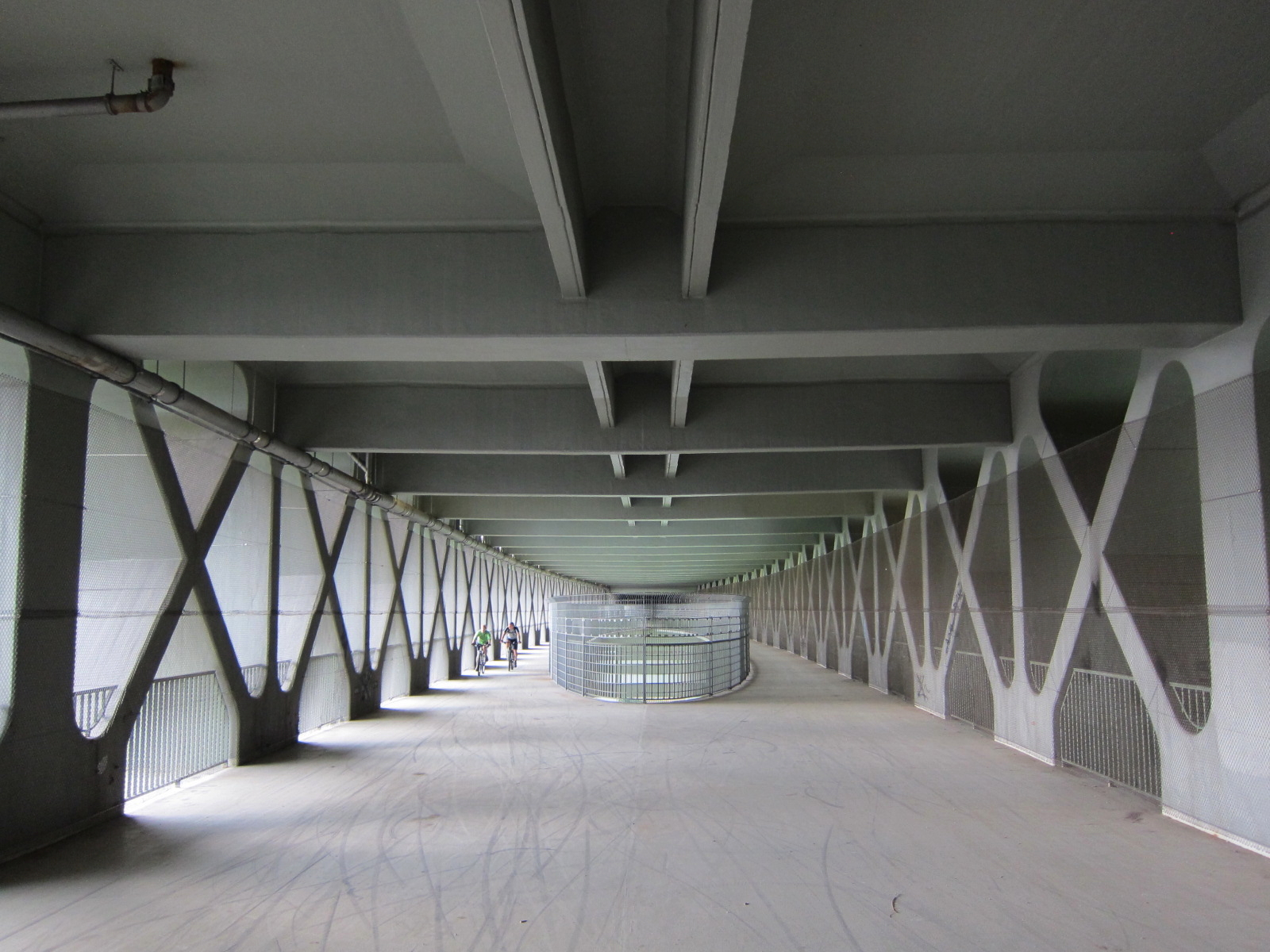
Innenansicht mit zwei Radfahrern (links)

1957 gewann das Bauunternehmen Dyckerhoff & Widmann mit dem Sondervorschlag einer Spannbetonbrücke nach einem Entwurf von Ulrich Finsterwalder unter architektonischer Beratung von Gerd Lohmer die Ausschreibung für den Neubau des Brückenüberbaus. Die alten Widerlager und die wieder aufgebauten Pfeiler konnten dabei wiederverwendet werden. Die Stützweiten des Überbaus entsprechen somit der Konstruktion von 1935. Die Autobahn hatte, wie vorher, vier Fahrstreifen.
Die Brücke hat eine 23,5 m breite Fahrbahnplatte und im Bereich der Pfeiler einen etwa 15 m breiten Hohlkasten mit einer gleichbleibenden Konstruktionshöhe von 6,65 m. Die Stege des Hohlkastens sind als Fachwerke mit Pfosten und sich kreuzenden Diagonalen ausgebildet. Seine Bodenplatte hat in den mittleren Bereichen der drei Felder elliptische Sparöffnungen. Fußgänger und Radfahrer können die Brücke auf der Bodenplatte queren. Die Geländer an diesen Öffnungen wurden später durch ca. 3 m hohe Gitter gesichert; die Fachwerke sind bis knapp unter die Deckplatte mit Drahtgittern verschlossen.
Die Brücke ist als Durchlaufträger konstruiert. Ihre Fahrbahnplatte ist in Querrichtung vorgespannt und wird durch Querträger sowie mittig durch zwei schmale Längsträger unterstützt.
Die Fachwerke haben einen Achsabstand von 6,0 m. Ihre Pfosten und Diagonalen haben in der Ansicht eine konstante Dicke. Im Querschnitt haben sie aus statischen Gründen im Pfeilerbereich eine Dicke von 2,2 m, die bis zu den Feldmitten auf 0,66 m abnimmt. Die äußeren Ansichtsflächen der beiden Fachwerkträger sind eben ausgebildet; die Zu- und Abnahme ihrer Stärke findet allein im Inneren der Brückenkastens statt. Die Diagonalen der Stege sind bereichsweise vorgespannt.
Die Bodenplatte ist aufgrund der hohen Druckkräfte im Pfeilerbereich durchgehend 66 cm dick, aber die elliptischen Öffnungen in den Feldmitten sparen Gewicht.
Die Brücke wurde im Freivorbau mit Hilfsstützen vom Münchener Widerlager aus in einer Richtung in 6,0 m langen Abschnitten errichtet. Dabei wurde der Überbau in zwei Abschnitten betoniert und vorgespannt. Zunächst wurde der Untergurt mit der Bodenplatte, die untere Hälfte der steigenden Diagonale und die ganze fallende, vorgespannte Diagonale gefertigt. Dieser Teil war bereits an der Abtragung des Frischbetongewichts des zweiten Teils beteiligt. Im zweiten Betonierabschnitt wurde die obere Hälfte der steigenden Diagonale, die Vertikale und der Obergurt mit der Fahrbahnplatte ausgeführt.
Die vorgespannte Fachwerkkonstruktion wurde bei der Mangfallbrücke erstmals in Deutschland ausgeführt und in der Form nicht wiederholt. Die Gesamtbaukosten des Bauwerkes betrugen 7,3 Millionen DM.

### Brücke von 1981
Im Rahmen des Ausbaus der Bundesautobahn auf sechs Fahrstreifen wurde von 1977 bis 1979 nördlich der bestehenden Brücke für die Richtungsfahrbahn Salzburg–München eine neue Brücke durch die Max Aicher Bauunternehmung errichtet. Als Konstruktion kam eine Spannbetonhohlkastenbrücke zur Ausführung, bei unveränderter Pfeilerstellung. Der Hohlkastenquerschnitt des Überbaus wurde im Taktschiebeverfahren hergestellt, wobei dies in zwei Teilen von beiden Widerlagern aus durchgeführt wurde. Die auskragenden Fahrbahnplattenteile wurden nachträglich betoniert.